# Hatszög
A geometriában a hatszög (hexagon) olyan sokszög, amelynek hat oldala és hat csúcsa van. Minden hatszögre igaz, hogy szögeinek összege 720°.

## Szabályos hatszög

Szabályos hatszög

A szabályos sokszögek szögeire ismert az alábbi képlet:
{\displaystyle \alpha ={\frac {(n-2)}{n}}\cdot 180^{\circ }}
amely n=6 esetben
{\displaystyle \alpha ={\frac {4}{6}}\cdot 180^{\circ }=120^{\circ }}

### Területe
Ha a jelöli az oldalak hosszát, akkor a szabályos hatszög területe a következőképpen határozható meg:
{\displaystyle T={\frac {3}{2}}a^{2}{\sqrt {3}}.}

### Az oldalhossz és a sugarak viszonya
A szabályos hatszög oldalhossza megegyezik a köré írható kör sugarával.
A szabályos hatszög oldalhossza és a beírható kör sugara között az alábbi összefüggés mutatható meg:
{\displaystyle r_{i}={\frac {a}{2}}{\sqrt {3}}.}

### Átlók
A szabályos hatszögnek kétféle átlója van: amelyik 2, illetve amelyik 3 oldalt fog át. Ezek hosszai rendre a következők:
{\displaystyle d_{2}={\sqrt {3}}a\qquad \qquad d_{3}=2a}
A szabályos hatszögben az összes három oldalt átfogó átlót meghúzva kapunk 6 darab egyenlő oldalú háromszöget (minden szögük 60 fokos). Ebből következik, hogy a szabályos hatszög oldalhossza megegyezik a köré írható kör sugarával.

## A sík lefedése
A szabályos hatszög azon szabályos sokszögek közé tartozik, amelyekkel lefedhető a sík. Ezt a tényt használják ki a méhek is:

A sík lefedhető szabályos hatszögekkel
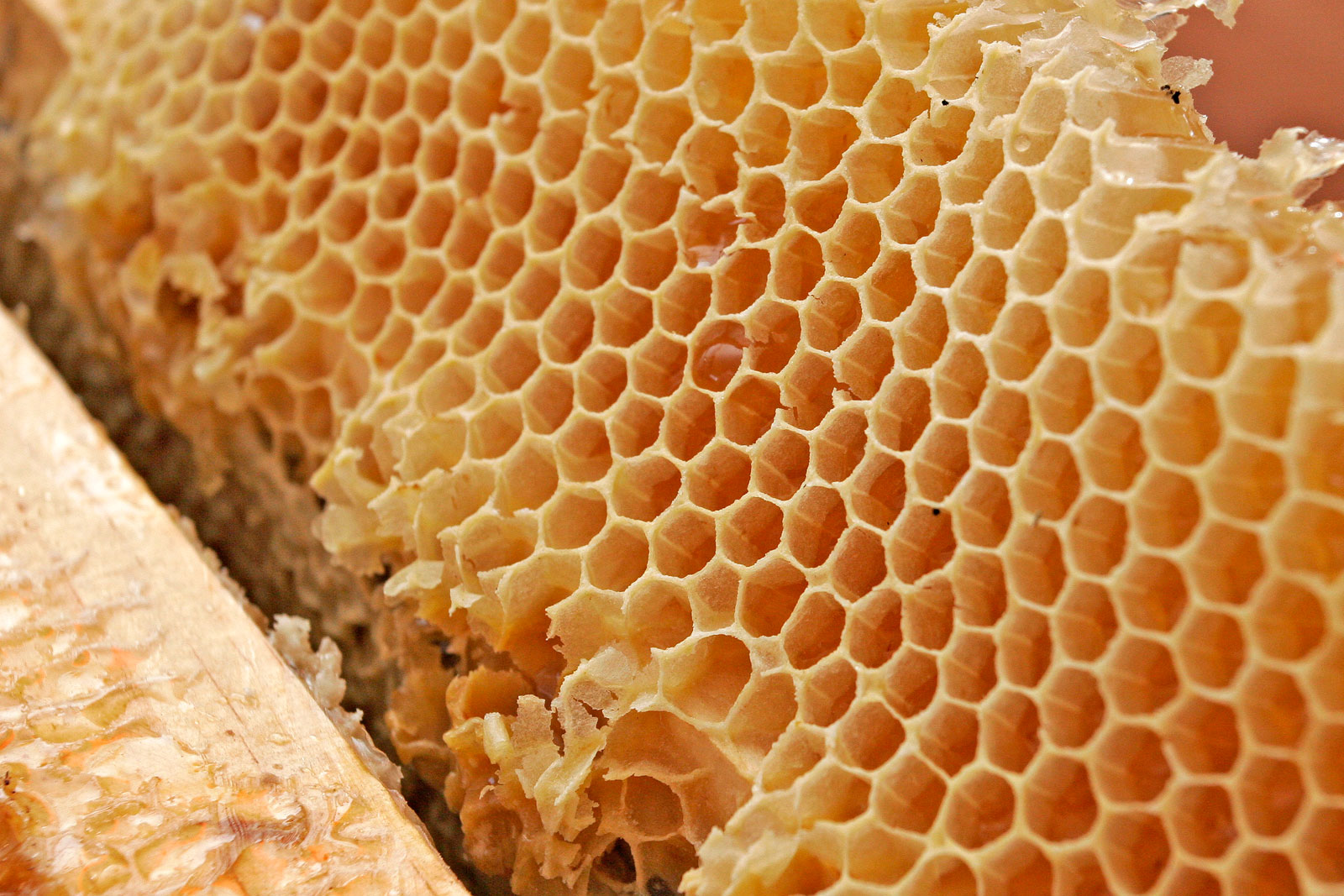
A méhek ki is használják ezt a tényt

A szabályos hatszög megszerkeszthető körzővel és vonalzóval. Az animáció az Euklidész: Elemek IV. könyvéből vett módszert mutatja.

A szabályos hatszög belső szögei 120 fokosak; a hatszög belső szögeinek összege 720 fok. A szabályos hatszög tengelyesen szimmetrikus: hat szimmetriatengelye van. Vele ugyanúgy hézagmentesen lefedhető a sík, mint a négyzettel, ezért használható a sík tesszerálásrára.
A méhek szabályos hatszög alakú sejteket építenek, mert így jól ki tudják használni a helyet, így hatékonyabban használják fel az építőanyagot.
A szabályos háromszöghálózatok csúcsainak Voronoj-cellái szabályos hatszögek.
Az a oldalhosszú szabályos hatszög területe
{\displaystyle T={\frac {3{\sqrt {3}}}{2}}a^{2}\simeq 2.598076211a^{2}.}
kerülete 6a, maximális átmérője 2a, minimális átmérője {\displaystyle a{\sqrt {3}}\,\!}.
Nincs olyan szabályos test, amit hatszögek határolnak, az Euler-féle poliédertétel miatt nincs (konvex) poliéder, amit csupa hatszöglap határol. A félig szabályos testek közül hatszöglapjai a csonkolt tetraédernek, a csonkolt oktaédernek, a csonkolt ikozaédernek, a csonkolt kuboktaédernek, és a csonkolt ikozidodekaédernek vannak.

## Hatszögek a természetben és az ember alkotta világban

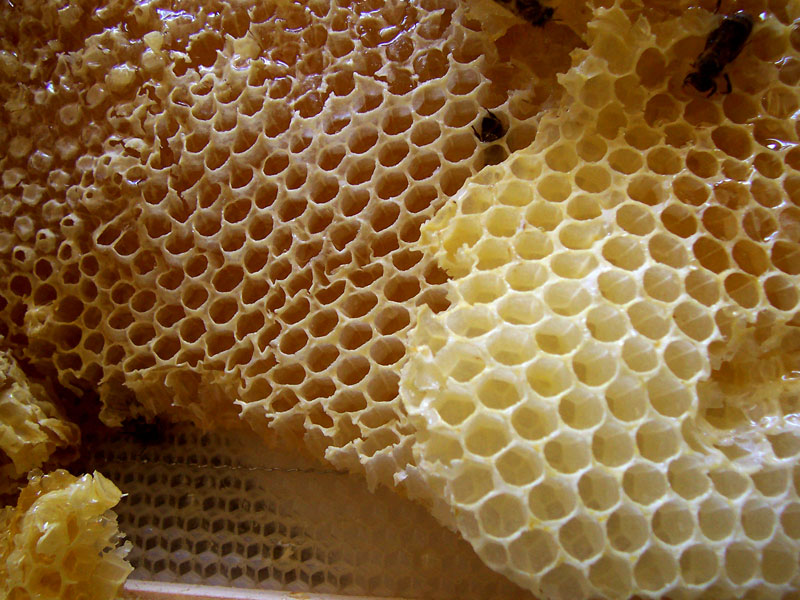
Lépek
Teknőspáncél
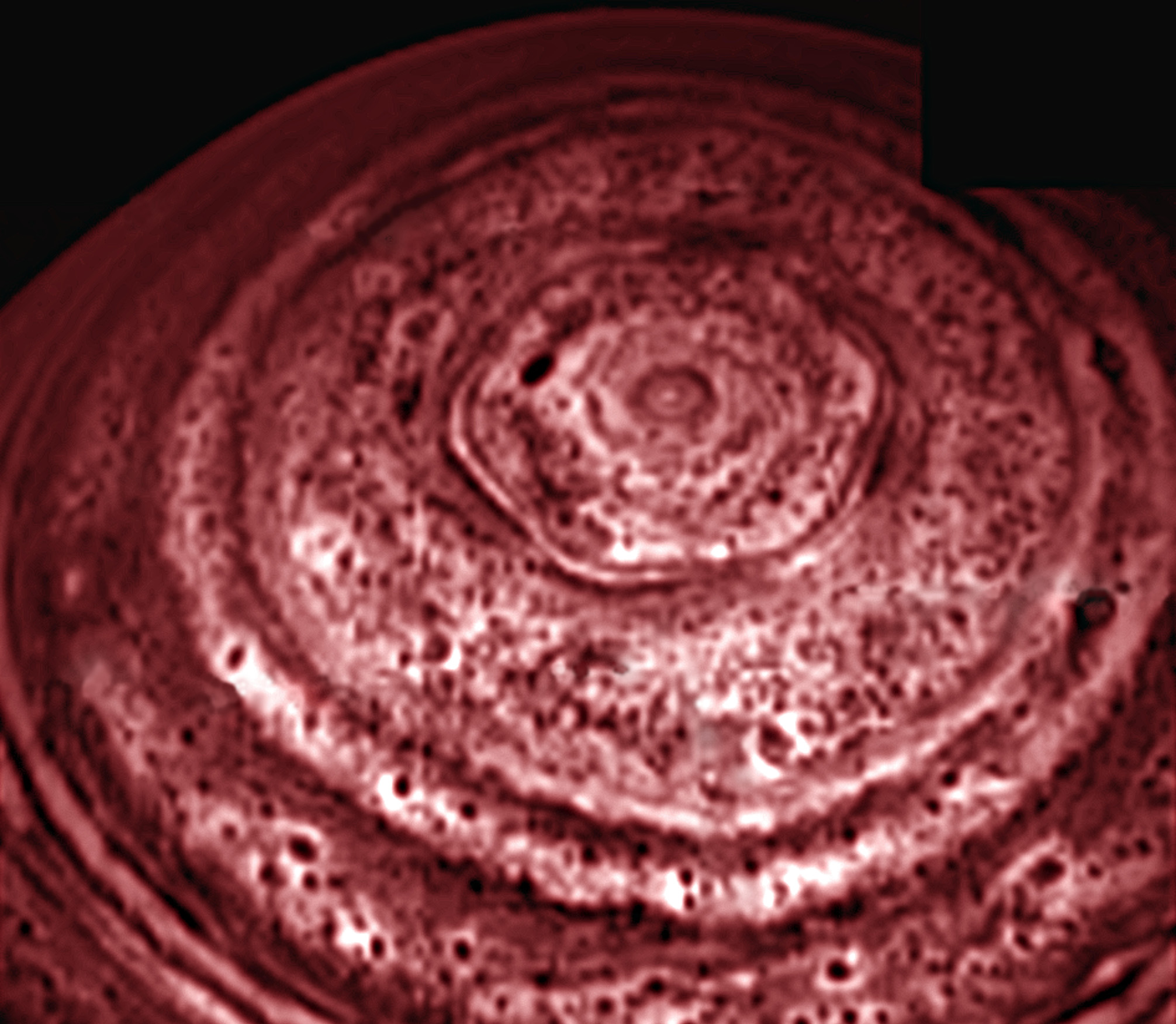
Hatszög alakú felhőzet a Szaturnusz északi sarkán. Észlelte a Voyager–1, megerősítette a Cassini 2006-ban.  Archiválva 2010. február 16-i dátummal a Wayback Machine-ben  Archiválva 2010. szeptember 27-i dátummal a Wayback Machine-ben
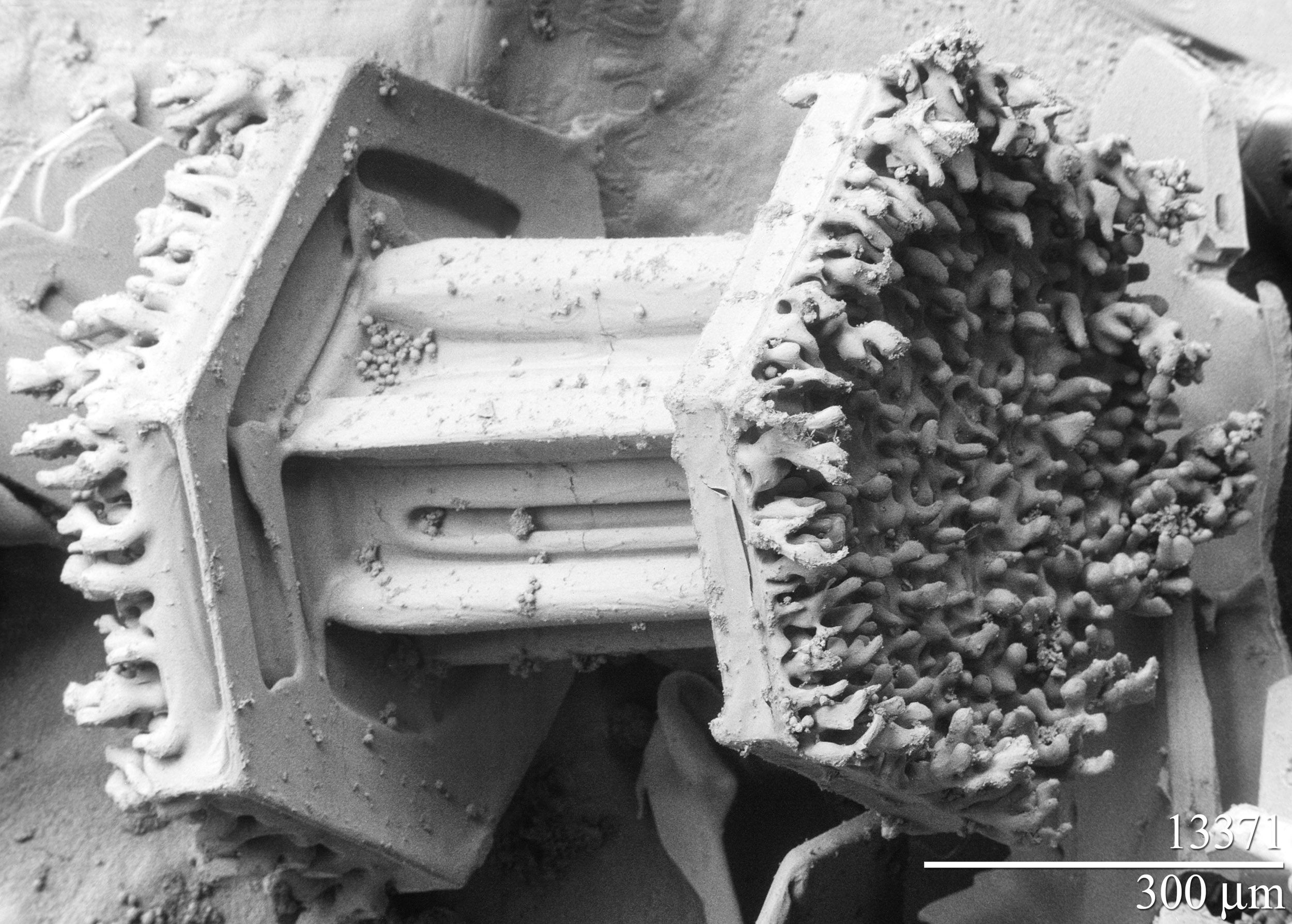
Hópehely részlete
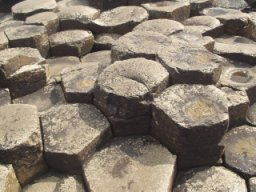
Természetes bazaltoszlopok az észak-írországi Óriások útjáról; a nagy tömegű bazaltnak lassan kellett lehűlnie, hogy kialakulhasson a hatszög alakú mintázat
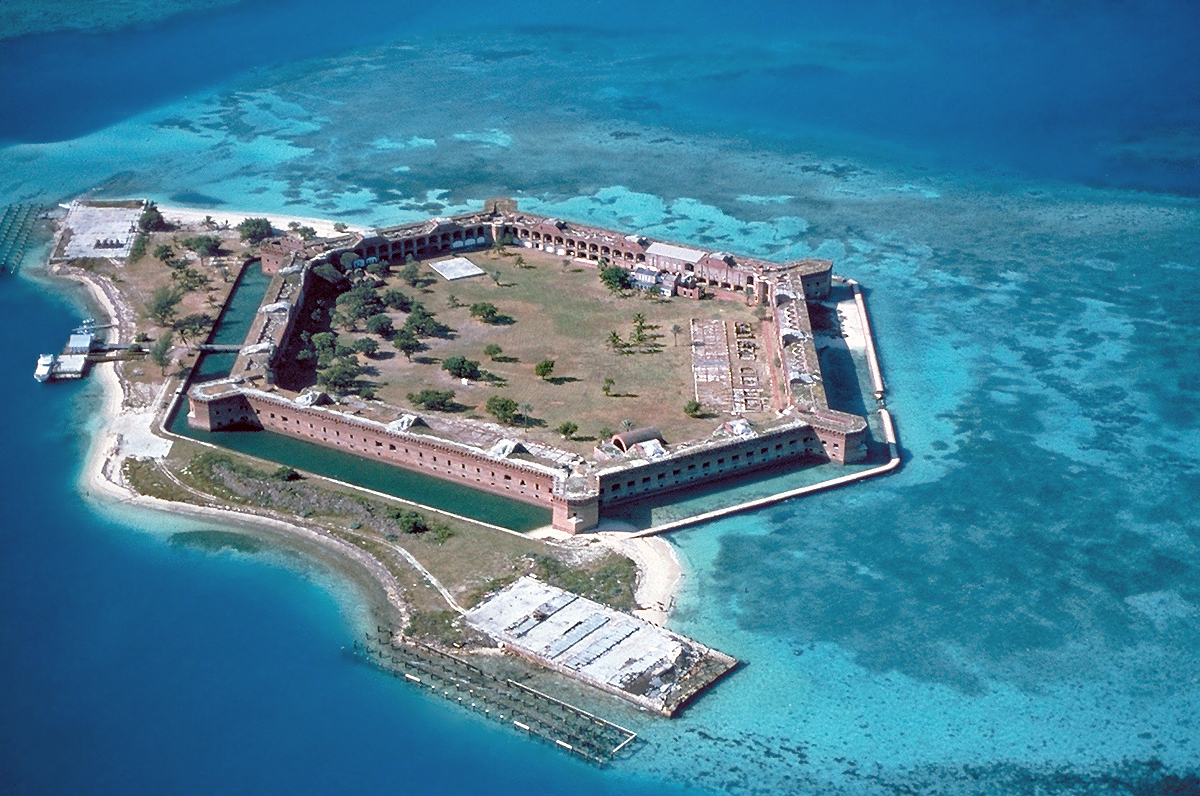
Fort Jefferson madártávlatból a Dry Tortugas Nemzeti Parkban
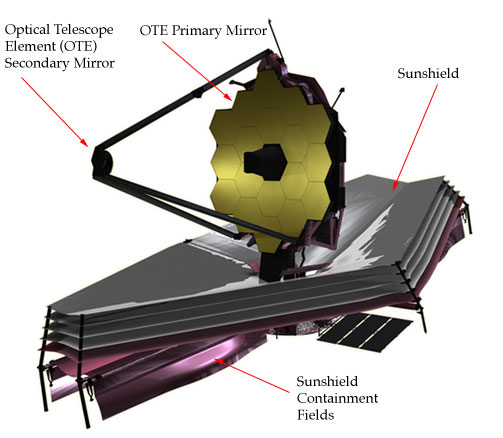
A James Webb Space Telescope tükre 18 hatszög alakú részből áll